# Бучано (Пиза)
Бучано (итал. Bucciano) је насеље у Италији у округу Пиза, региону Тоскана.
Према процени из 2011. у насељу је живело 36 становника. Насеље се налази на надморској висини од 192 м.